# Otto Piene
Otto Piene (Laasphe, 18 de abril de 1928 - Berlín, 17 de julio de 2014) fue un pintor y escultor alemán. Junto a Heinz Mack fundó el Grupo Zero.

## Biografía
Otto Piene creció en Lübbecke. Entre 1949 y 1953, estudió pintura en la Academia de Arte de Múnich y en la de Düsseldorf. Entre 1952 y 1957 estudió filosofía en la universidad de Colonia. En 1959 celebró su primera exposición individual en la Galería Schmela de Düsseldorf. En 1964 aceptó un puesto como docente en la Universidad de Pensilvania, cargo que ejerció durante cuatro años. La Universidad de Baltimore le nombró doctor en Bellas Artes en 1994.
En los años anteriores a su fallecimiento alternaba su residencia entre Massachusetts y Düsseldorf.

## Obra
En 1957, Piene y Heinz Mack fundaron el conocido como Grupo ZERO, uniéndoseles en 1961 Günther Uecker. Este grupo se mostró muy activo entre 1961 y 1966, celebrando numerosas exposiciones, así como publicando de manera periódica la revista homónima. A esa época pertenecen obras como Lichtballette ("Balets de luz") y Rauchbilder ("Imágenes  de humo" ), en las que la relación entre la obra expuesta y las energías naturales primarias son más que evidentes. Piene participó con obras suyas en documenta en 1959, 1964 y 1977.
Otto Piene trabajó con sus Rauchbilder; fuego y humo son elementos importantes en sus obras. También experimentó con combinaciones de elementos multimedia. Junto con sus correligionarios Günther Uecker y Heinz Mack, se convirtió en portavoz del Neuer Idealismus ("nuevo idealismo"). En 1968 realizó, en colaboración con Aldo Tambellini, el programa televisivo Black Gate Cologne, que es reconocido como uno de los pioneros en su género.
También participó en dos ediciones de la Bienal de Venecia, en concreto en los años 1967 y 1971. En 1985 hizo lo propio en la Bienal de São Paulo. Quizá su obra más popular fuera el Arcoíris creado para la clausura de los Juegos Olímpicos de Múnich.

## Galardones
- 1994: Doctor en Bellas Artes h.c. por la Universidad de Maryland
- 1996: Premio de Escultura por la American Academy of Arts and Letters, Nueva York
- 2003: Premio Mundial de Artes Leonardo da Vinci por el Consejo Cultural Mundial
- 2008: Premiado por la Kulturstiftung Dortmund

## Enlaces
- Wikimedia Commons alberga una categoría multimedia sobre Otto Piene.
- Biographie des Künstlers Otto Piene (medienkunstnetz.de)
- Bilder der Landmarke Halde Rheinpreussen
- Ausstellung - Arbeiten der 50er & 60 er in der Galerie Leu

- Datos: Q455115
- Multimedia: Otto Piene / Q455115